# Voskevaz
Voskevaz (in armeno Ոսկեվազ?, in passato Kiziltamur e Ghzltamur) è un comune dell'Armenia di 4 145 abitanti (2001) della provincia di Aragatsotn.